# Crambus alboclavellus
Crambus alboclavellus là một loài bướm đêm trong họ Crambidae.